# Олександр Зинченко
Олександр Володимирович Зинченко (укр. Олександр Володимирович Зінченко; 15. децембар 1996) украјински је фудбалер који наступа за Арсенал и за репрезентацију Украјине.

## Каријера
Зинченко је продукт омладинске спортске школе свог родног Радомишља, са првим тренером Сергејем Боретским, ФК Монолит Иличисвика и ФК Шахтјора. 
Дебитовао је за руску Премијер лигу за ФК Уфа 20. марта 2015. у мечу против ФК Краснодар.

### Манчестер Сити
Дана 4. јула 2016, Зинченко је потписао за клуб у Премијер лиги - Манчестер Сити за необјављену суму за коју се верује да је од око 1,7 милиона фунти. Овај потез изненадио је многе. Описали су као као "прави таленат" а надгледао га је и Бундеслигашки клуб Борусија Дортмунд. 
Зинченко је позајмљен клубу ПСВ из Ајндховена 26. августа, за сезону 2016-2017. Он је дебитовао 1. октобра, као замена у нерешеној 1:1 против ФК Херенвена.
Зинченко се вратио у Манчестер Сити за сезону 2017–18 и дебитовао је 24. октобра 2017. године, играјући пуну утакмицу, укључујући и додатно време за резултат од 0:0 са Вулверхемптон вондерерсима у ЕФЛ купу. Свој први наступ у Премијер лиги имао је 13. децембра 2017. године за 4:0 против Сванса. 
Дана 9. августа 2018, Зинченко је одбио 16 милиона фунти од Вулверхемптон Вандерерса да би остао у Манчестер Ситију како би се борио за своје место за почетних једанаест. 
Зинченко се први пут појавио у сезони 2018-1919 за 3:0 против Оксфорд Јунајтеда у ЕФЛ купу. У истој недељи, он је направио свој први лигашки почетак сезоне - 2:0 за победу против Брајтона. 
Дана 18. децембра 2018, Зинченко је постигао пенал за победу против Лестер Ситија након 1:1 застоја у регуларном времену, шаљући Манчестер Сити до полуфинала ЕФЛ Купа.
Зинченко је постигао свој први гол за Манчестер Сити у полуфиналу ЕФЛ купу против Брајтона 9. јануара 2019. у победи од 9:0.
Дана 11. фебруара 2019. године, играо је за победу од 6:0 против Челсија где је има невероватан наступ и дефанзивно и нападно. Допринео је са 2 асистенције, као и лоптом коју је узео у казнени простор који Рос Баркли није успео очистити.

### Арсенал
Дана 22. јула 2022. је потписао уговор са Арсеналом.

## Репрезентативна каријера
Дебитовао је  12. октобра 2015. године у квалификационом сусрету за одлазак на УЕФА Еуро 2016. против Шпаније. Зинченко је постигао први гол за репрезентацију у пријатељској утакмици против Румуније у Торину, који је Украјина победила са 4:3 29. маја 2016. године. 
Зинченко је био у саставу Украјине на Европском првенству 2016, појављујући се као замена за Виктора Коваленка у оба прва два меча, које је Украјина одиграла против Немачке и Северне Ирске. Украјина није постигла гол и била је прва елиминисана..

## Трофеји
Манчестер сити
- Премијер лига (4) : 2017/18, 2018/19, 2020/21, 2021/22.
- ФА куп (1) : 2018/19.
- Лига куп Енглеске (4) : 2017/18, 2018/19, 2019/20, 2020/21.
- ФА Комјунити шилд (1) : 2019.